# Gmina Dygowo
Die Gmina Dygowo ist eine Gemeinde in der Woiwodschaft Westpommern in Polen. Sie gehört zum Powiat Kołobrzeski (Kolberger Kreis). Namensgebende Ortschaft und Sitz der Gemeindeverwaltung ist Dygowo (Degow).
Die Gemeinde umfasst eine Fläche von 128,57 km², was 17,7 % der Gesamtfläche des Powiat Kołobrzeski entspricht. Mit 5600 Einwohnern steht sie zahlenmäßig an 83. Stelle der 114 Gemeinden der Woiwodschaft Westpommern. Die Süd- und Westgrenze der Gmina Dygowo wird vom Flusslauf der Persante (polnisch: Parsęta) bestimmt.

## Nachbargemeinden
Nachbargemeinden sind:
- im Powiat Kołobrzeski: Gościno (Groß Jestin), Kołobrzeg (Kolberg) und Ustronie Morskie (Henkenhagen),
- im Powiat Białogardzki (Kreis Belgard): Karlino (Körlin), und
- im Powiat Koszaliński (Kreis Köslin): Będzino (Alt Banzin).

Die Gmina Dygowo ist in die beiden Postleitzahl-Regionen Dygowo = 78-113 und Wrzosowo (Fritzow) unterteilt.

## Gemeindegliederung
Insgesamt 24 Ortschaften gehören zur Gmina Dygowo. Sie sind 15 Ortsteilen („Schulzenämtern“) zugeordnet:
- Ortsteile:

| - Bardy (Bartin) - Czernin (Zernin) - Dębogard (Damgardt) - Dygowo (Degow) - Gąskowo (Ganzkow) - Jazy (Jaasde) - Łykowo (Leikow) - Miechęcino (Mechenthin) | - Piotrowice (Peterfitz) - Pustary (Pustar) - Skoczów (Schötzow) - Stojkowo (Stöckow) - Stramniczka (Neu Tramm) - Świelubie (Zwilipp) - Wrzosowo (Fritzow) |

- Übrige Ortschaften: Chybkie (Hypkenmühle), Jażdże (Jaasder Katen), Kłopotowo (Klaptow), Kolonia Czernin (Neu Zernin), Lisia Góra (Fuchsberg), Połomino (Poldemin), Pyszka (Peuske), Stojkówko (Neu Stöckow) und Włościbórz (Lustebuhr).

Im Gemeindegebiet liegen ferner die Wüstungen und ehemaligen Wohnplätze Bahnhof Degow, Bahnhof Fritzow,
Bohlberg, Fähre (Peterfitz) bei Peterfitz, Fähre (Zwilipp) bei Zwilipp, Forsthaus Klaptow, Krühner Mühle, Ochsenwiese, Siedlung nach Bartin, Ströpsack und Vorwerk Schötzow.

## Verkehr

### Straßen
Mitten durch die Gmina Dygowo verläuft die Nord-Süd-Woiwodschaftsstraße (DW) 163, die Kołobrzeg an der Ostsee mit dem pommerschen Hinterland verbindet und über Karlino, Białogard, Połczyn-Zdrój und Szczecinek bis nach Wałcz führt. In ihrem gesamten Verlauf folgt sie der ehemaligen deutschen Reichsstraße 124.
Die DW 163 vernetzt die Region mit drei sehr bedeutenden polnischen Verkehrsachsen:
- in Karlino (Körlin): Landesstraße 6 (Deutschland -) Kołbaskowo (Kolbitzow) – Stettin ↔ Koszalin (Köslin) – Słupsk (Stolp) – Danzig – Pruszcz Gdański (Praust) (= ehemalige deutsche Reichsstraße 2 Berlin – Stettin – Köslin – Stolp – Danzig – Praust – Dirschau, heute auch Europastraße 28),
- in Szczecinek (Neustettin): Landesstraße 20 Stargard (Stargard in Pommern) – Drawsko Pomorskie (Dramburg) ↔ Miastko (Rummelsburg) – Bytów (Bütow) – Gdynia (Gdingen) (= ehemalige Reichsstraße 158 Berlin – Königsberg in der Neumark – Stargard in Pommern – Bütow – Lauenburg in Pommern),
- in Wałcz (Deutsch Krone): Landesstraße 22 (Deutschland -) Kostrzyn nad Odrą (Küstrin) – Gorzów Wielkopolski (Landsberg (Warthe)) – Tczew (Dirschau) – Elbląg (Elbing) – Grzechotki (- Russland) (= ehemalige Reichsstraße 1 Aachen – Berlin – Landsberg (Warthe) – Dirschau – Elbing – Königsberg (Preußen) – Eydtkuhnen), 
 sowie Landesstraße 10 (Deutschland -) Lubieszyn (Neu Linken) – Stettin – Piła (Schneidemühl) – Płońsk (Plöhnen) (= ehemalige Reichsstraße 104 Lübeck – Schwerin – Stettin – Schneidemühl).

### Schienen
Die Gmina Dygowo verfügt über Bahnstationen an der Bahnlinie 404 der Polnischen Staatsbahn: Dygowo (Degow), Jazy (Jaasde) und Wrzosowo (Fritzow). Die Bahnstrecke führt von Kołobrzeg (Kolberg) über Białogard (Belgard) nach Szczecinek (Neustettin).